# Saulius Mikoliūnas
Saulius Mikoliūnas, litovski nogometaš, * 2. maj 1984, Vilna. 
Mikoliūnas je   litovski  nogometni reprezentant,ki igra na poziciji Veznega igralca. Trenutno igra za Žalgiris. Ta klub igra v litovski A Ligi.

## Reprezentančni goli
| #  | Datum tekme      | Prizorišče                           | Nasprotnik | Gol za | Končni izid | Vrsta tekme                         |
| -- | ---------------- | ------------------------------------ | ---------- | ------ | ----------- | ----------------------------------- |
| 1. | 2 Junij 2007     | S. Darius in S. Girėnas, Kaunas      | Gruzija    | 1–0    | 1–0         | UEFA Euro 2008                      |
| 2. | 6 September 2008 | Gruia Stadium, Cluj-Napoca, Romunija | Romunija   | 2–0    | 3–0         | Kvalifikacije za Svetovno prvenstvo |
| 3. | 25 Marec 2011    | S. Darius in S. Girėnas, Kaunas      | Poljska    | 1–0    | 2–0         | Prijateljska tekma                  |
| 4. | 11 Oktober 2013  | Stadion LFF, Vilna                   | Latvija    | 2–0    | 2–0         | Kvalifikacije za Svetovno prvenstvo |
| 5. | 9 Oktober 2014   | Stadion LFF, Vilna                   | Estonija   | 1–0    | 1–0         | UEFA Euro 2016                      |